# ISO 3166
L'ISO 3166 è una codifica geografica standardizzata divisa in tre parti per codificare i nomi degli stati, dei territori dipendenti e delle principali suddivisioni amministrative dei paesi, pubblicata per la prima volta nel 1974 dall'Organizzazione internazionale per la normazione (ISO). Il nome ufficiale è Codes for the representation of names of countries and their subdivisions (Codici per la rappresentazione dei nomi dei paesi e delle loro suddivisioni).
Lo standard ISO 3166 è mantenuto dalla ISO 3166 Maintenance Agency (ISO 3166/MA) (Agenzia per l'aggiornamento dell'ISO 3166-1), il cui indirizzo è presso l'ufficio centrale ISO a Ginevra. Originariamente era situata presso il Deutsches Institut für Normung (DIN) a Berlino.
Dopo la prima pubblicazione del 1974 l'ISO 3166 è stato modificato nel corso degli anni, con l'emissione di varie edizioni successive.

## Parti
Lo standard è diviso in tre parti:
- ISO 3166-1, Parte 1: Codici paese, definisce i codici per gli stati e territori. L'ISO 3166 comprende codici alfabetici e numerici per ciascun paese e territorio, secondo questa suddivisione:
  - ISO 3166-1 alpha-2 – codici paese composti da due lettere (ad esempio utilizzato per i domini di primo livello in Internet)
  - ISO 3166-1 alpha-3 – codici paese composti da tre lettere
  - ISO 3166-1 numerico – codici paese composti da tre cifre
- ISO 3166-2, Parte 2: Codici suddivisioni paese, definisce i codici per le suddivisioni principali di un paese o territorio dipendente.
- ISO 3166-3, Parte 3: Codici obsoleti per i paesi usati precedentemente, definisce i codici per gli stati e territori obsoleti.